# Boris Kokorev
Boris Kokorev (n. 20 aprilie 1959, Tbilisi, Republica Sovietică Socialistă Gruzină, URSS – d. 22 octombrie 2018, Moscova, Rusia) a fost un trăgător de tir ce a reprezentat Rusia, medaliat olimpic. A participat la 5 ediții ale Jocurilor Olimpice (1988, 1992, 1996, 2000, 2004) în care a câștigat o medalie de aur.